# Livro de Feitos Exaltados
O Livro de Feitos Exaltados é um livro de referência opcional para a edição 3.5 do RPG Dungeons & Dragons publicado pela Wizards of the Coast (WotC) em 2003. Ele traz regras suplementares para campanhas envolvendo personagens de tendência Boa. Dentro do jogo, há também um poderoso artefato mágico de mesmo nome.

## Conteúdo
O Livro de Feitos Exaltados foi projetado para ser um contraponto ao Book of Vile Darkness publicado anteriormente, e ofereceu novas regras para eventos, atos e personagens no jogo de tendência Boa.

### Resumo dos capítulos
1. A Natureza do Bem: Isso define como o Bem é visto no cenário de Dungeons & Dragons, bem como como personagens de alinhamentos Caótico e Bom, Leal e Bom e Neutro e Bom agem em relação ao mundo ao seu redor.
2. Regras variantes: Novas regras para uma campanha com personagens de tendência boa que permite que tais personagens se tornem personagens exaltados.
3. Equipamento Exaltado: Fala sobre as armas (às vezes especiais) usadas pelos personagens exaltados.
4. Talentos: Este capítulo inclui vários novos talentos, a grande maioria dos quais são talentos exaltados, destinados especificamente a personagens de tendência boa e utilizáveis apenas por eles.
5. Classes de Prestígio: Este capítulo apresenta as classes de prestígio apropriadas para uma campanha exaltada.
6. Magia: Este capítulo fornece feitiços quase exclusivamente para bons personagens, bem como itens mágicos, aprimoramentos de armas, armaduras e artefatos apropriados para tal campanha, além de regras para a purificação de itens mágicos malignos.
7. Modelos Celestiais: Este capítulo discute (e fornece blocos de estatísticas de Personagens do Mestre para) modelos celestiais, governantes dos planos Superiores tão incrivelmente poderosos que são reverenciados como divindades seriam, mesmo no Plano Material. Ele também discute os Planos Superiores até certo ponto.
8. Monstros: Este capítulo contém monstros de tendência boa, apresentando o tipo Imortal, uma versão de mortos-vivos benignos, bem como modelos para criar monstros personalizados.

### Conteúdo Adulto
A Wizards of the Coast publicou o polêmico Book of Vile Darkness em 2002, um suplemento de jogo que explorou temas malignos e gerou controvérsias com seu adesivo de "Conteúdo adulto", imagens sexualizadas e detalhes gráficos. No ano seguinte, a empresa lançou o Book of Exalted Deeds, também com um aviso de "Conteúdo adulto".
O Book of Exalted Deeds era o outro lado do Book of Vile Darkness e lidava com "os elementos extremos do bom alinhamento". Incluía "questões éticas que a maioria dos jogadores pode não se sentir confortável em incluir em seu jogo" e "também lidava com aspectos da religião do mundo real e tentava usá-los no contexto de Dungeons & Dragons, como dogmas".

## Autores
O livro foi escrito por James Wyatt, Darrin Drader e Christopher Perkins, com arte da capa de Henry Higginbotham e arte interior de Tom Baxa, Steve Belladin, Matt Cavotta, Brent Chumley, Rebecca Guay-Mitchell, Jeremy Jarvis, Doug Kovacs, Ginger Kubic, David Martin, Mark Nelson, Wayne Reynolds, Ron Spencer, Arnie Swekel e Ben Thompson.

## O artefato doLivro dos Feitos Exaltados
A Não ser confundido com o livro da WotC, Gary Gygax descreveu um poderoso artefato mágico de mesmo nome no Livro do Mestre original em 1979. O item original aumenta o valor da habilidade de Sabedoria de bons clérigos que passassem uma semana lendo-o e concede a eles um nível de experiência adicional. O artefato apareceu subsequentemente em todas as novas edições de D&D, embora com poderes variados.

## Recepção
- Enquanto o revisor Alex DeMorris considerou que o livro tivesse um "ótimo material novo", ele notou que a nova classe criaturas "paragon" carecia de qualquer motivo ou propósito óbvio, dizendo: "Suas descrições parecem mais estatísticas de criaturas do que um retrato de personagem. Sem objetivos, pode ser difícil para um Mestre usá-los como algo diferente de decoração de palco quando os personagens dos jogadores começam a viajar pelos planos." DeMorris concluiu que o livro tinha "alguns pontos difíceis que poderiam ter sido melhor desenvolvidos" e que era "um bom livro, mas não ótimo".[2]
- O revisor Merric Blackman achou que havia um bom material no livro, particularmente sobre a natureza do bem, regras variantes para bons personagens, novos talentos e classes de prestígio. Ele estava menos entusiasmado com novos equipamentos, novos feitiços mágicos e novos monstros. Blackman achou que este era um livro mais forte do que Book of Vile Darkness devido à inclusão de material mais utilizável, mas ele alertou que "pode não se integrar bem à sua cosmologia estabelecida". Ele também observou a "tendência para habilidades poderosas que podem não ser devidamente equilibradas pelas restrições de interpretação de papéis. Este não é um livro para um Narrador novato!" Mesmo assim, concluiu que gostou do livro e o achou "inspirador".[6]
- O site de resenhas Game Monkeys Magazine gostou do tema tangível do livro e achou a arte "de razoável a boa, sem peças de destaque reais". Ele também encontrou os novos talentos, classes de prestígio e feitiços "adições sólidas ao jogo". Concluiu dando ao livro uma classificação média de 3,5 em 5, dizendo "Em suma, para aqueles que gostam de interpretar o personagem extremamente valente, o Livro dos Feitos Exaltados é uma adição sólida ao seu livro de referência principal", mas acrescentou " Infelizmente, isso só é útil se você estiver jogando o equivalente à Madre Teresa."[7]